# Segni d'amore
Segni d'amore è un album antologico di Ivan Graziani pubblicato nel 1989. Nello stesso anno, Graziani portò in scena l'omonimo recital nei teatri di varie città italiane. Tutti i brani storici sono stati riarrangiati, risuonati e ricantati. L'unico inedito è La sposa bambina, pubblicato nello stesso anno anche come singolo, in formato 45 giri, con la nuova versione di Lugano addio, come lato b.

## Tracce
1. Lugano addio – 4:39
2. Noi non moriremo mai – 4:54
3. Signora bionda dei ciliegi – 4:09
4. Cleo – 4:45
5. Canzone per Susy – 3:39
6. La sposa bambina – 4:32
7. Signorina – 5:41
8. Agnese – 3:36
9. E sei così bella – 4:19
10. Firenze (canzone triste) – 4:49